# 1904–1905-ös belga labdarúgó-bajnokság (első osztály)
Az 1904–1905-ös Jupiler League volt a 10. alkalommal megrendezett, legmagasabb szintű labdarúgó-bajnokság Belgiumban. A szezonban 11 klubcsapat vett részt.
A címvédő az Union SG volt. A bajnokságot újra az Union SG csapata nyerte meg.

## Tabella
| Hely. | Csapat                                 | M  | Gy | D | V  | G+ | G–  | Gk   | P  | Továbbjutás vagy kiesés              |
| ----- | -------------------------------------- | -- | -- | - | -- | -- | --- | ---- | -- | ------------------------------------ |
| 1.    | Union SG                               | 20 | 17 | 1 | 2  | 83 | 12  | +71  | 35 |                                      |
| 2.    | Rhodienne-De Hoek                      | 20 | 13 | 4 | 3  | 76 | 25  | +51  | 30 |                                      |
| 3.    | Club Brugge                            | 20 | 13 | 2 | 5  | 63 | 26  | +37  | 28 |                                      |
| 4.    | Liège                                  | 20 | 13 | 1 | 6  | 48 | 29  | +19  | 27 |                                      |
| 5.    | Daring Club Molenbeek                  | 19 | 10 | 2 | 7  | 42 | 33  | +9   | 22 |                                      |
| 6.    | Beerschot AC                           | 20 | 9  | 2 | 9  | 47 | 43  | +4   | 20 |                                      |
| 7.    | Verviétois                             | 19 | 8  | 0 | 11 | 43 | 63  | −20  | 16 |                                      |
| 8.    | Cercle Brugge                          | 19 | 6  | 3 | 10 | 33 | 40  | −7   | 15 |                                      |
| 9.    | Léopold                                | 19 | 5  | 2 | 12 | 35 | 60  | −25  | 12 |                                      |
| 10.   | Antwerp                                | 18 | 4  | 1 | 13 | 28 | 56  | −28  | 9  |                                      |
| 11.   | Athletic and Running Club de Bruxelles | 20 | 0  | 0 | 20 | 5  | 116 | −111 | 0  | Nem vesz részt a következő szezonban |

## Meccstáblázat
| Hazai \ Vendég                         | ANT | BEE | CSB | FCB | ARC  | DAR | LÉO | RCB | USG | FCL | VER  |
| -------------------------------------- | --- | --- | --- | --- | ---- | --- | --- | --- | --- | --- | ---- |
| Antwerp                                | —   | 2–3 | 0–3 | 1–4 | 5–0  | 0–2 | 1–1 | 3–1 | 0–2 | 1–4 | 2–3  |
| Beerschot AC                           | 5–2 | —   | 6–0 | 0–3 | 5–0  | 0–2 | 2–1 | 2–1 | 0–1 | 2–5 | 2–3  |
| Cercle Brugge                          | –   | 1–1 | —   | 0–5 | 5–0  | 1–2 | 6–0 | 2–5 | 0–3 | 0–0 | 0–2  |
| Club Brugge                            | 4–0 | 2–2 | 5–0 | —   | 5–0  | 6–1 | 5–0 | 1–2 | 0–4 | 0–1 | 5–3  |
| Athletic and Running Club de Bruxelles | 0–5 | 0–5 | 2–6 | 0–7 | —    | 0–4 | 2–8 | 0–5 | 0–5 | 0–5 | 1–4  |
| Daring Club Molenbeek                  | 4–0 | 2–1 | 1–1 | 2–1 | 5–0  | —   | 4–1 | 4–4 | 1–3 | 0–2 | 5–0  |
| Léopold                                | 0–6 | 2–3 | 1–4 | 0–3 | 8–1  | 3–1 | —   | 3–3 | 0–5 | 4–3 | 5–0  |
| Rhodienne-De Hoek                      | 7–0 | 3–2 | 3–0 | 1–1 | 14–0 | 2–0 | 2–1 | —   | 1–3 | 5–0 | 5–0  |
| Union SG                               | 5–0 | 2–3 | 5–0 | 6–0 | 5–0  | 5–0 | 1–2 | 2–2 | —   | 4–0 | 11–2 |
| Liège                                  | 3–0 | 5–0 | 2–1 | 0–2 | 5–0  | 3–0 | 3–0 | 1–4 | 1–4 | —   | 3–0  |
| Verviétois                             | 6–0 | 6–3 | 1–3 | 1–3 | 5–0  | 0–2 | 5–0 | 2–9 | 0–7 | 0–2 | —    |